# Templo de Calabexa
Calabexa (Kalabsha), também chamado Talmis ou Templo de Mandúlis, foi um templo egípcio situado de início em Babal Calabexa (Porta de Calabexa), aproximadamente a 50 quilômetros ao sul de Assuã, na Baixa Núbia.

## História
O templo estava situado na margem esquerda do rio Nilo, na Baixa Núbia, e foi originalmente construído por volta de 30 a.C., durante o início da era romana. Foi construído no reinado do imperador Augusto (r. 27 a.C.–14 d.C.), sobre antigo santuário do faraó Amenófis II, mas nunca foi terminado. Foi dedicado a Mandúlis (Merul), um deus solar núbio inferior. O templo mede 76 metros de comprimento e 22 metros de largura. Enquanto a estrutura data do período romano, apresenta muitos relevos finos, como "uma bela escultura de Hórus emergindo de juncos na parede interna" do templo. Das "câmaras do santuário, uma escada leva até o teto", onde é possível ver uma vista do próprio templo e do lago sagrado. No todo, o complexo é formado por um pilone, pátio, salão hipostilo, dois vestíbulos e um santuário.
Vários registros históricos foram inscritos nas paredes do templo, como "uma longa inscrição esculpida pelo governador Aurélio Besário em 250, proibindo porcos no templo", bem como a inscrição do "rei núbio Silco, esculpida no século V que registra sua vitória sobre os blêmios e uma imagem dele vestido como um soldado romano a cavalo." Silco era rei do Reino de Nobácia. Quando o cristianismo foi introduzido no Egito, o templo foi usado como igreja.
Com ajuda da Alemanha, foi realocado após a construção da represa de Assuã, para protegê-lo das águas que subiam no Lago Nasser. O templo foi transferido para um local, localizado ao sul da represa. O processo de remoção levou mais de dois anos. Era o maior templo independente da Núbia egípcia (depois de Abul-Simbel) a ser movido e erguido num novo local. Embora o prédio nunca tenha sido concluído, "é considerado um dos melhores exemplos da arquitetura egípcia na Núbia".